# Aleochara cavernicola
Aleochara cavernicola är en skalbaggsart som beskrevs av Jan Klimaszewski 1984. Aleochara cavernicola ingår i släktet Aleochara och familjen kortvingar. Inga underarter finns listade i Catalogue of Life.